# Ostel
Ostel é uma comuna francesa na região administrativa de Altos da França, no departamento de Aisne. Estende-se por uma área de 9,1 km². Em 2010 a comuna tinha 86 habitantes (densidade: 9,5 hab./km²).